# Charolles
Cet article possède un paronyme, voir Marolles.
Pour les articles homonymes, voir Charolles (homonymie).
Charolles (Tsarolles en charolais) est une commune française, sous-préfecture du département de Saône-et-Loire en région Bourgogne-Franche-Comté.
La ville a donné son nom au pays du Charolais, elle est ainsi emblématique de la race bovine charolaise. Charolles est également connue pour ses faïences. Située au confluent de deux rivières, la ville est parsemée de nombreux canaux, à l'origine de son surnom de Venise du Charolais.
Capitale du comté de Charolais au XIIIe siècle, Charolles a appartenu aux ducs de Bourgogne, notamment à Charles le Téméraire. Au XVe siècle, par la politique d'alliances via mariages entre maisons royales européennes, et concrètement par le mariage entre Philippe le beau et Jeanne I de Castille, la ville passe aux mains des Habsbourg, et ne fut intégrée au domaine royal français qu'au XVIIIe siècle. Bien que Charolles ait été désignée sous-préfecture de Saône-et-Loire, elle n'a pas connu au XIXe siècle l'essor industriel de ses proches voisines Paray-le-Monial et Digoin, et a conservé son statut de ville rurale.
La commune de Charolles est labellisée Village étape depuis 2006.

## Géographie

### Localisation
Charolles est située dans le Sud-Ouest du département de Saône-et-Loire. Positionnée à la même latitude que Mâcon, elle est une des villes les plus méridionales de la région Bourgogne-Franche-Comté. À vol d'oiseau, elle se trouve à 90 km au nord-ouest de Lyon, et 120 km au nord-est de Clermont-Ferrand.
Charolles est la capitale historique du Charolais, et fait partie de l'actuel Pays Charolais Brionnais. La ville est placée sur l'une des principales rivières du Charolais, l'Arconce.
| Champlecy        | Baron, Fontenay     | Viry                     |
| Champlecy Changy | Charolles           | Vendenesse-lès-Charolles |
| Changy           | Marcilly-la-Gueurce | Vaudebarrier             |

### Géologie et relief
Située au cœur du pays Charollais, la commune en présente les caractéristiques paysagères principales : des collines couvertes d'un bocage consacré principalement à l'élevage bovin (notamment de vaches charolaises), alternant avec des forêts.
Avec une superficie de 1 998 hectares, la commune est plus étendue que la moyenne des communes françaises (1 448 hectares). Si dans sa partie méridionale elle est quasiment réduite à la ville de Charolles, la commune s'étend surtout au nord. Elle englobe une partie de la forêt domaniale de Charolles, au nord-ouest de la ville.

### Hydrographie

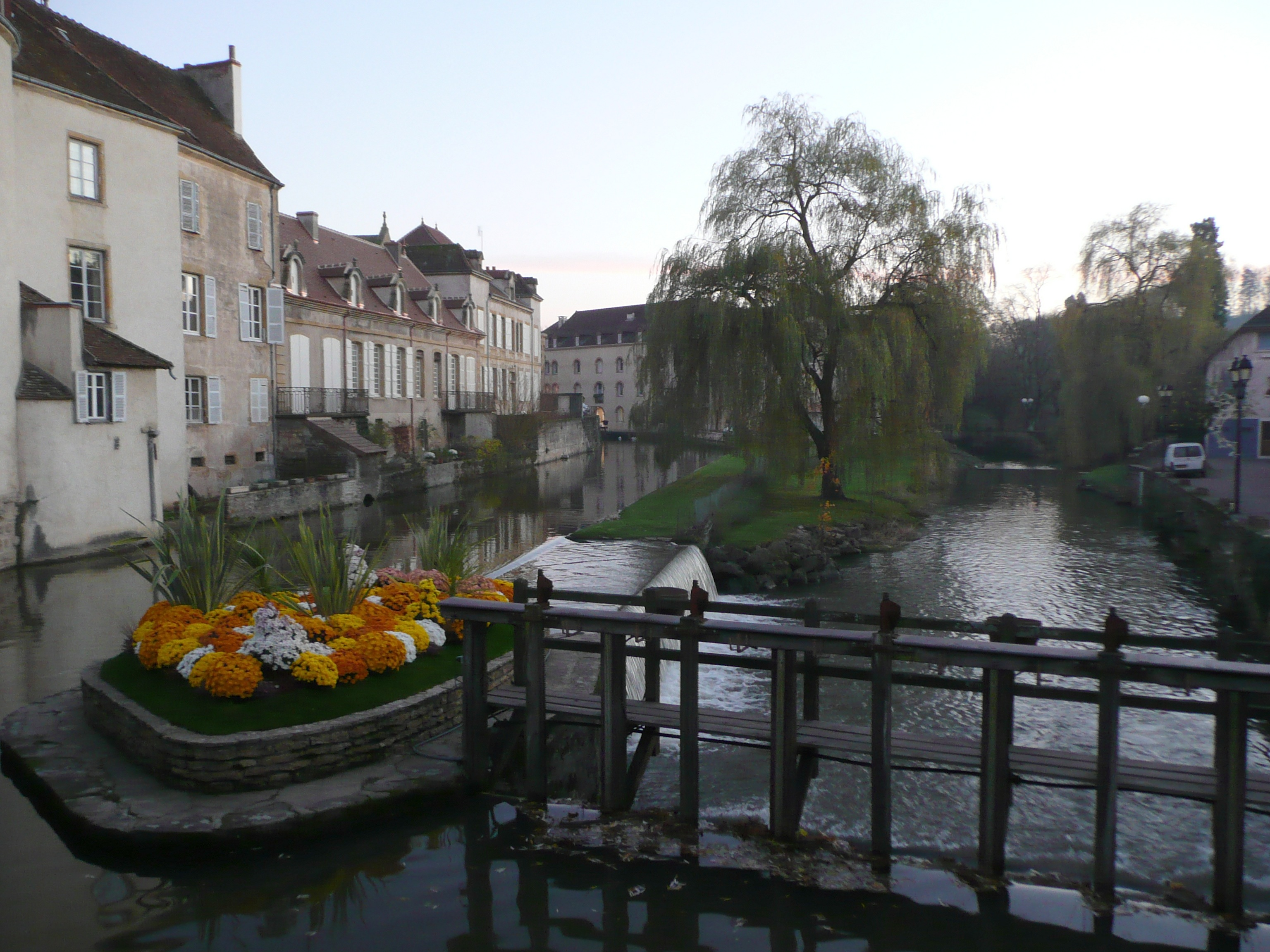
Le confluent entre le premier bras de la Semence (à gauche) et l'Arconce (à droite), depuis la rue de Champagny.

Charolles est située au confluent de l'Arconce et de la Semence, petite rivière prenant sa source près de Verosvres.
Au niveau de la place de la Balance, la Semence se divise en deux bras. Le premier bras effectue une boucle derrière l'église, avant de se jeter dans l'Arconce au niveau du pont de la rue de Champagny. Le second bras passe entre l'avenue de la Libération et la rue des Marais, et se jette dans l'Arconce à l'extrémité sud du Pré Saint-Nicolas.
L'Arconce et le premier bras de la Semence délimitent une presqu'île, sur laquelle s'est installée la ville : on y trouve en hauteur le château de Charolles, l'ancien couvent des Clarisses, et dans la partie basse l'église.
Dans la partie sud de la ville, les deux bras de la Semence et l'Arconce délimitent une île, où s'étend notamment le Pré Saint-Nicolas.
Ce réseau de cours d'eau dans la ville entraîne la présence de nombreux ponts routiers (trois sur l'Arconce, cinq sur la Semence), et de nombreuses passerelles piétonnes (les unes ouvertes au public, les autres permettant d'accéder aux habitations). De là vient le surnom de Venise du Charolais.

### Climat
Pour des articles plus généraux, voir Climat de la Bourgogne-Franche-Comté et Climat de Saône-et-Loire.
En 2010, le climat de la commune est de type climat océanique dégradé des plaines du Centre et du Nord, selon une étude du Centre national de la recherche scientifique s'appuyant sur une série de données couvrant la période 1971-2000. En 2020, Météo-France publie une typologie des climats de la France métropolitaine dans laquelle la commune est exposée à un climat océanique altéré et est dans la région climatique Centre et contreforts nord du Massif Central, caractérisée par un air sec en été et un bon ensoleillement.
Pour la période 1971-2000, la température annuelle moyenne est de 10,6 °C, avec une amplitude thermique annuelle de 17,1 °C. Le cumul annuel moyen de précipitations est de 876 mm, avec 12,4 jours de précipitations en janvier et 7,6 jours en juillet. Pour la période 1991-2020, la température moyenne annuelle observée sur la station météorologique de Météo-France la plus proche, « Beaubery », sur la commune de Beaubery à 10 km à vol d'oiseau, est de 10,9 °C et le cumul annuel moyen de précipitations est de 1 020,3 mm. 
La température maximale relevée sur cette station est de 39,4 °C, atteinte le 31 juillet 2020 ; la température minimale est de −18 °C, atteinte le 12 janvier 1987,,.
Les paramètres climatiques de la commune ont été estimés pour le milieu du siècle (2041-2070) selon différents scénarios d'émission de gaz à effet de serre à partir des nouvelles projections climatiques de référence DRIAS-2020. Ils sont consultables sur un site dédié publié par Météo-France en novembre 2022.

### Voies de communication et transports

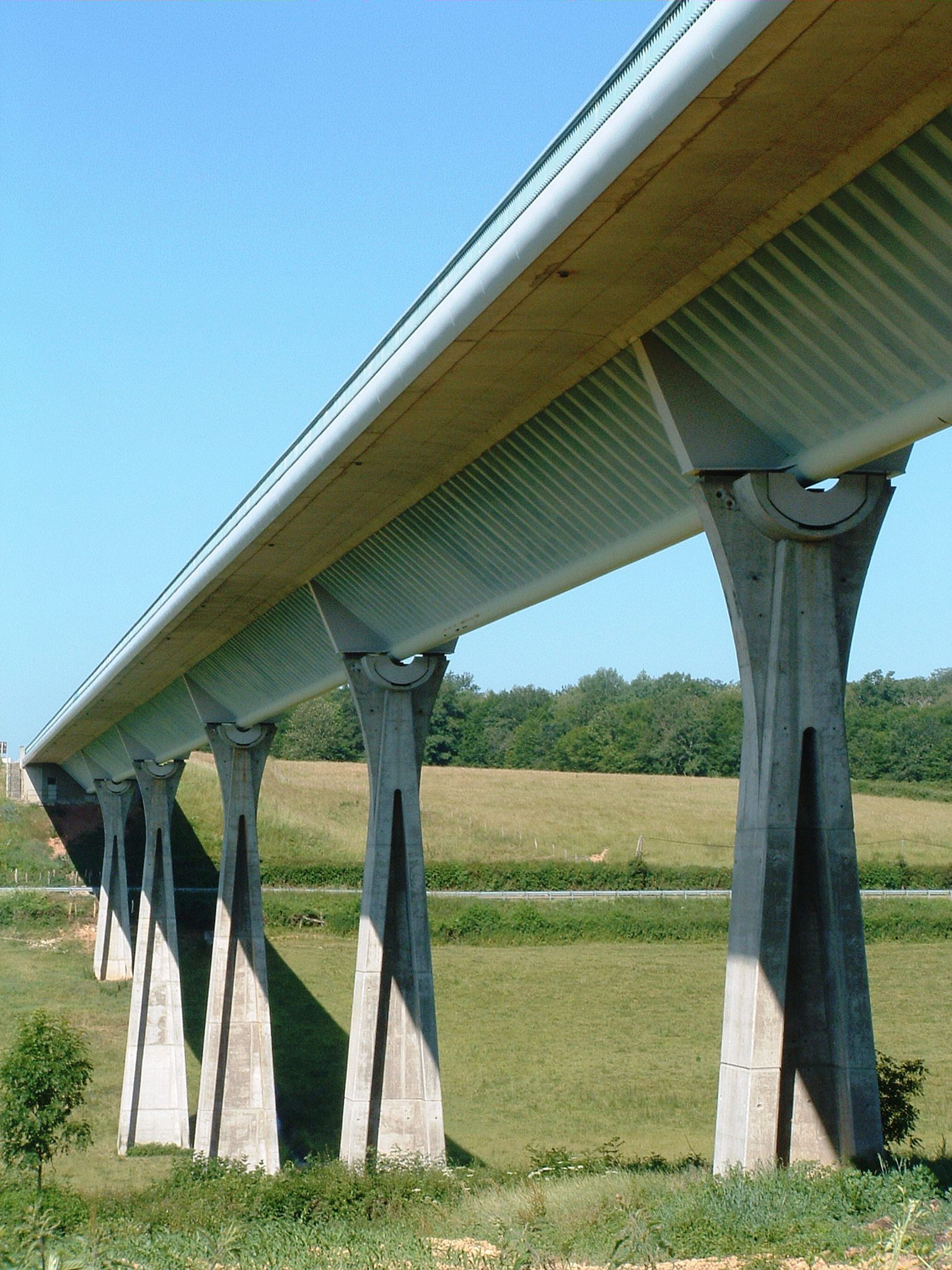
Viaduc de Maupré.

Charolles est située sur la RN 79, axe international appartenant à la RCEA (route Centre-Europe Atlantique). Depuis 1987, la RN 79 contourne Charolles grâce au viaduc de Maupré.
La RCEA, progressivement aménagée en 2×2 voies, permet de rejoindre aisément l'autoroute A6 à Mâcon (60 km), ou Chalon-sur-Saône (80 km). À l'ouest, elle rejoint la RN 7 à Moulins (80 km), puis l'autoroute A71 (115 km).
Charolles est également traversée par la RD 985 nommée route Buissonnière, qui forme l'artère principale du centre-ville (rue de Champagny et avenue de la Libération). Cette route se dirige au nord vers Génelard (où elle rejoint la branche nord de la RCEA), et au sud vers La Clayette, Chauffailles, et Lyon par la vallée d'Azergues.
|                   | Paris  | Lyon   | Dijon  | Clermont-Ferrand | Moulins | Roanne | Chalon-sur-Saône | Mâcon  | Montceau-les-Mines | Paray-le-Monial |
| ----------------- | ------ | ------ | ------ | ---------------- | ------- | ------ | ---------------- | ------ | ------------------ | --------------- |
| Distance          | 383 km | 120 km | 149 km | 170 km           | 85 km   | 60 km  | 80 km            | 54 km  | 34,5 km            | 13 km           |
| Temps de parcours | 4 h 18 | 1 h 26 | 1 h 44 | 2 h 11           | 1 h 6   | 1 h 2  | 1 h              | 45 min | 32 min             | 16 min          |

Charolles est desservie par des autocars TER, en direction de Paray-le-Monial et Digoin d'un côté, Lozanne et Lyon de l'autre. La gare ferroviaire la plus proche est celle de Paray-le-Monial, à 15,3 km, elle-même reliée à la gare du Creusot TGV. La gare de Charolles, aujourd'hui désaffectée, était située sur la ligne Moulins - Mâcon.
Les bus Mobigo permettent de rejoindre Mâcon via Cluny. Ligne Digoin-Paray-Charolles-Vendenesse et inversement.
L'aéroport du Charolais est situé à une vingtaine de kilomètres, à Saint-Yan.

## Urbanisme

### Typologie
Au 1er janvier 2024, Charolles est catégorisée bourg rural, selon la nouvelle grille communale de densité à sept niveaux définie par l'Insee en 2022.
Elle appartient à l'unité urbaine de Charolles, une unité urbaine monocommunale constituant une ville isolée,. Par ailleurs la commune fait partie de l'aire d'attraction de Charolles, dont elle est la commune-centre,. Cette aire, qui regroupe 12 communes, est catégorisée dans les aires de moins de 50 000 habitants,.

### Occupation des sols
L'occupation des sols de la commune, telle qu'elle ressort de la base de données européenne d’occupation biophysique des sols Corine Land Cover (CLC), est marquée par l'importance des territoires agricoles (70,1 % en 2018), en diminution par rapport à 1990 (71,4 %). La répartition détaillée en 2018 est la suivante : prairies (61,6 %), forêts (18,1 %), zones agricoles hétérogènes (8,5 %), zones urbanisées (8 %), zones industrielles ou commerciales et réseaux de communication (3,9 %). L'évolution de l’occupation des sols de la commune et de ses infrastructures peut être observée sur les différentes représentations cartographiques du territoire : la carte de Cassini (XVIIIe siècle), la carte d'état-major (1820-1866) et les cartes ou photos aériennes de l'IGN pour la période actuelle (1950 à aujourd'hui).

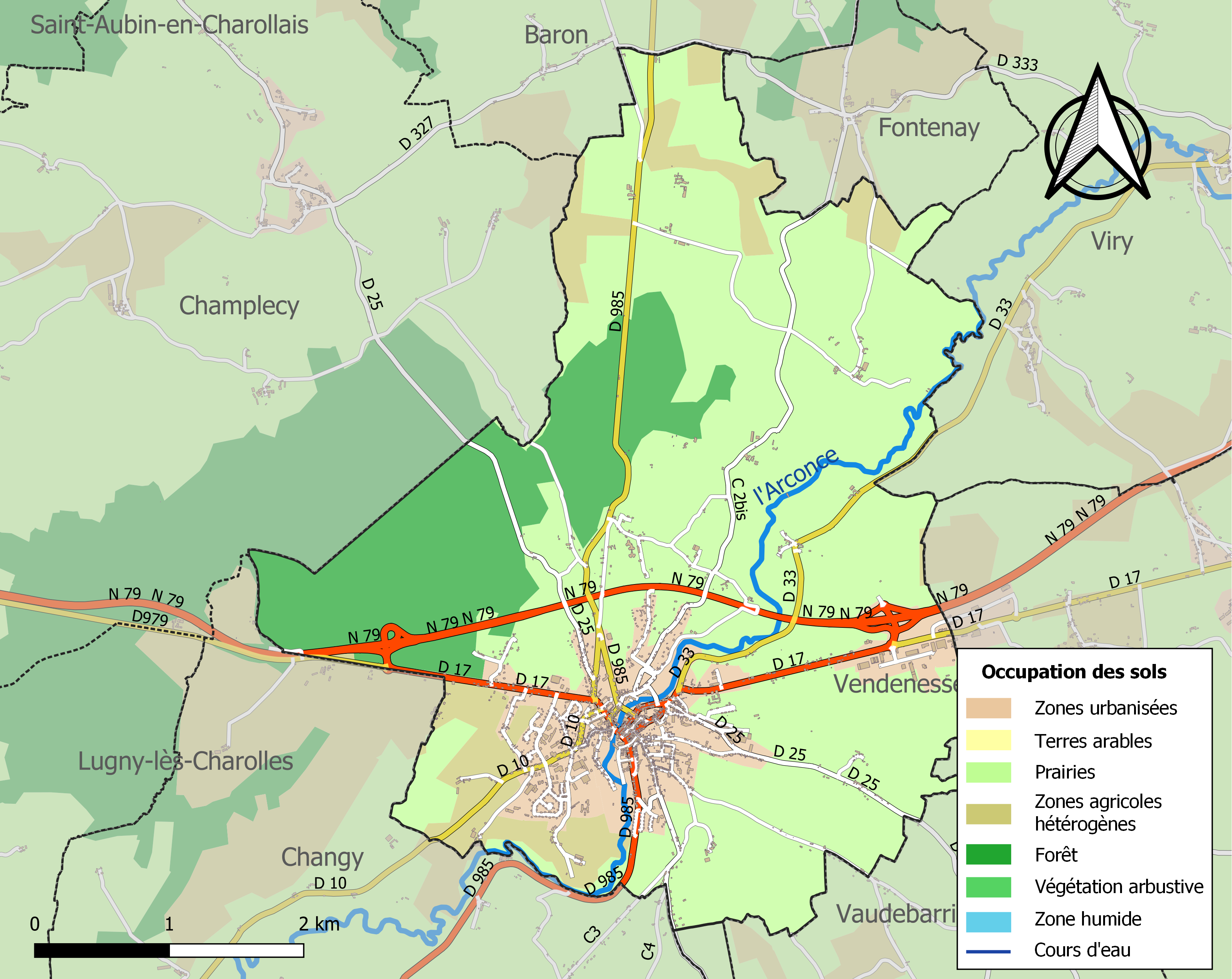
Carte des infrastructures et de l'occupation des sols de la commune en 2018 (CLC).

## Toponymie

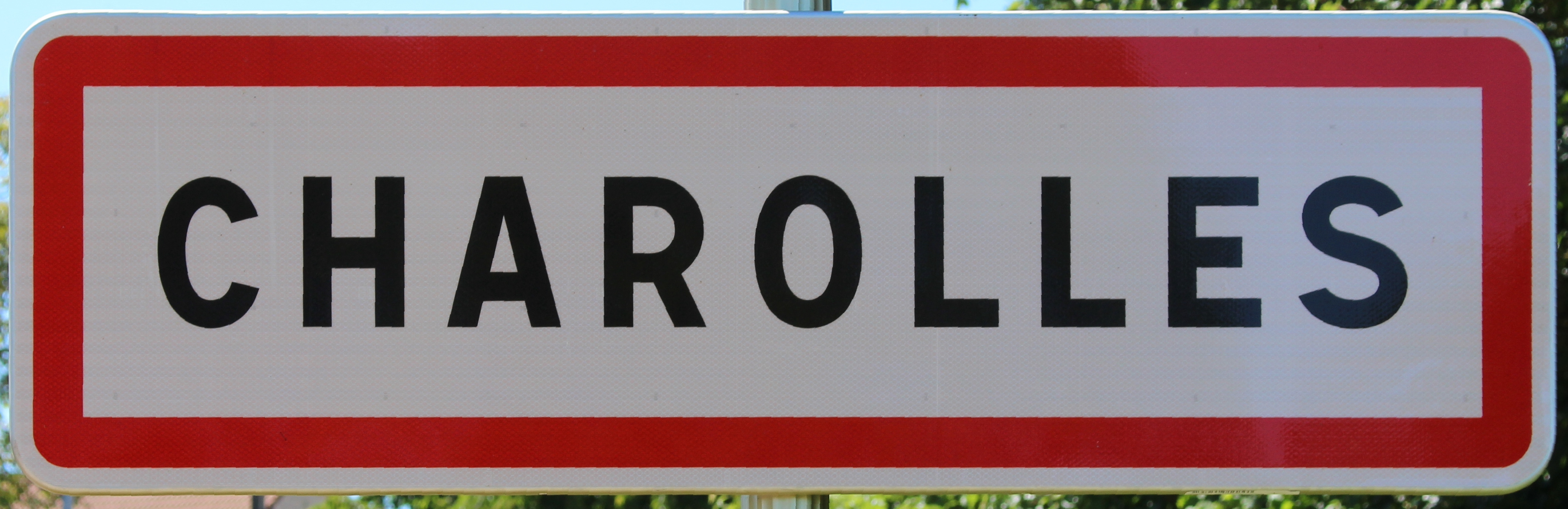
Panneau d'entrée de Charolles.

Le nom de Charolles (forme dialectale : Tsarolles,) est attesté sous sa forme romane à partir de 1277 : Chastiau de Charroles. Auparavant, et cela jusqu'à la fin du XIIIe siècle, on relève les formes latinisées Kadrela vico en 924, in agro Cadredelense en 950, Apud Carellae Monasterium en 1096-1106, castrum Quadrile, castrum Quadrilense, Cadrella au XIe siècle, Quadrella en 1232, Kadrellum en 1264, Kadrellis en 1270, Charellam en 1280/1281, Quadrellis en 1284, Kadrelas en 1293.
L'étymologie de ce toponyme divise les spécialistes ; mais la plupart d'entre eux y voient un dérivé du latin quadrum « carré », avec des acceptions diverses.
Selon Albert Dauzat et Charles Rostaing, il s'agit d'un type toponymique roman basé sur les éléments quadrum « carré », pris au sens de « motte » ayant subi l'attraction tardive du mot char, et du suffixe diminutif -ella, d'où le sens global déduit de « petite motte féodale ». Il est également possible qu'il s'agisse du latin quadra « bloc de pierre » ou du bas latin quadrus (lapis) « pierre de taille », proprement « (pierre) carrée », suivi du suffixe -olas localisant au pluriel (qui explique parfaitement la finale -olles), avec pour sens global « lieu où il y a des blocs de pierre » ou « carrière ».
Pour Ernest Nègre, Charolles repose sur le latin quadrella « domaine agricole de forme carrée », avec changement postérieur de suffixe, -olles s'étant substitué à -elle(s) à l'époque romane. Cette vision des choses est proche de la dernière analyse en date, celle de Pierre-Henri Billy. Ce dernier postule lui aussi un étymon gallo-roman °QUADRELLA, de création suffisamment tardive (époque impériale) pour qu'il se fixe sous la forme °CADRELLA, permettant ainsi la palatalisation de [k] devant [a]. Le type régulier Carrelles < °QUADRELLAS est fréquent en Bourgogne, où il désigne de petits champs, sens retenu par l'auteur pour Charolles. Enfin, il note également l'évolution °-ELLA > -ole dans certaines zones du domaine linguistique bourguignon, expliquant la forme -olles de la finale, plutôt que la substitution de suffixe suggérée par Ernest Nègre.
Mario Rossi avance l'idée que ce nom désigne plutôt un carrefour : le bas latin quadrellas, qui génère la forme gallo-romane *CADROLLAS après délabialisation et évolution locale du suffixe. Ce carrefour serait celui de la voie d'Autun à Lyon, et celle de la Loire à Saint-Bonnet-de-Joux et Chalon.
Seul Gérard Taverdet voit dans Charolles un toponyme reposant sur le type *pons carratus, « pont permettant le charroi », qui a abouti à Pont-Charas à Saint-Léger-sous-la-Bussière. La forme Charas, affectée d'un suffixe diminutif, aurait pu donner Charolles,. L'auteur modifie partiellement la formulation de cette analyse quelques années plus tard, en envisageant simplement un dérivé de l'appellatif français char.

## Histoire

### Moyen Âge
À l'époque carolingienne, le site est le siège d'une vicomté dépendant d'Autun. Au Xe siècle, le lieu est rattaché au comté de Chalon. En 1166, le comte rend hommage au roi Louis VII, tout en se reconnaissant vassal du duc de Bourgogne-Franche-Comté. En 1237, la forteresse entre dans le domaine ducal lors de l'achat du comté de Chalon par Hugues IV, avec établissement d'un bailli. En 1277, Charolles devient la capitale et le siège des états particuliers du comté de Charolais ; le comté regroupe six châtellenies et est inféodé à Béatrice de Bourgogne, nièce de Robert II de Bourgogne.
En 1301, la ville reçoit sa charte de Robert de Clermont, époux de Béatrice de Bourgogne. En 1316, le lieu est érigé en Comté. En 1327, par mariage, la ville et le comté passent à la maison d'Armagnac, en la personne de Jean Ier d'Armagnac. En 1391, Bernard VII d'Armagnac, petit-fils du précédent, ayant de pressants besoins d'argent, vend le comté à Philippe II de Bourgogne, et la ville devient à nouveau le chef-lieu d'un bailliage.

### Époque moderne
En 1477, à la mort de Charles le Téméraire, le comté est rattaché au royaume de France. La ville comme le comté, extrêmement fidèles à la maison de Bourgogne, sont gravement malmenés par les troupes de Louis XI, qui sont obligées de faire le siège de toutes les places fortes du Charolais et d'en tuer les habitants. Enfants, femmes, vieillards et hommes périssent défenestrés, incendiés dans leur château, jetés dans les puits, ou écorchés vifs. Louis XI n'en peut rien faire et décide de le rendre à Marie de Bourgogne, femme de Maximilien Ier du Saint-Empire. Non sans l'avoir parfaitement ravagé, afin qu'il ne puisse servir de base militaire à l'Empereur.  De 1493 à 1684, Charolles est restituée à la maison d'Autriche, et les rois d'Espagne de cette maison.
En 1684, le prince Louis II de Bourbon-Condé se voit attribuer le comté, en paiement des dettes contractées par les Habsbourg. En 1751, la ville est rattachée aux États de Bourgogne. À la mort de Charles de Bourbon (1700-1760), ce comte de Charolais qui s'était rendu odieux par ses frasques et demeurait, un temps, à Charolles, son fief, la ville retiendra qu'il s'amusait à tirer sur les couvreurs qui réparaient les toits. À la suite d'un meurtre commis sans raison apparente, au pistolet, Louis XV de France, par son tuteur Le Régent, lui accorda sa grâce en ces termes : « Mon cousin je vous accorde votre grâce, en même temps que je signe celle, de celui qui vous tuera. » À sa mort, le comté passe à sa sœur, fille de Louis III de Bourbon-Condé. En 1771, Louis XV achète le comté à Mlle de Charolais, et le réunit définitivement à la couronne.
Charolles était, à la veille de la Révolution, la 14e ville de la grande roue des États de Bourgogne. Siège du bailliage royal de Charolles, de la maréchaussée et prévôté, du grenier à sel et de la subdélégation de Charolles. Elle comprenait en outre une église collégiale (Saint-Nizier, composée théoriquement d’un Primicier-curé, d’un sacristain et de dix chanoines — en fait, trois), le prieuré de la Madeleine, un couvent de Picpus, de clarisses et de visitandines, un collège et un hôpital général.

### Époque contemporaine
En 1790, Charolles est retenue pour être le chef-lieu de l'un des sept districts du tout nouveau département de Saône-et-Loire.
Au XIXe siècle, la ville connaît une grande prospérité (forges, faïencerie, commerce de vins, de bois et de bestiaux). En 1896, Charolles fusionne avec la commune de Saint-Symphorien-lès-Charolles.

## Politique et administration

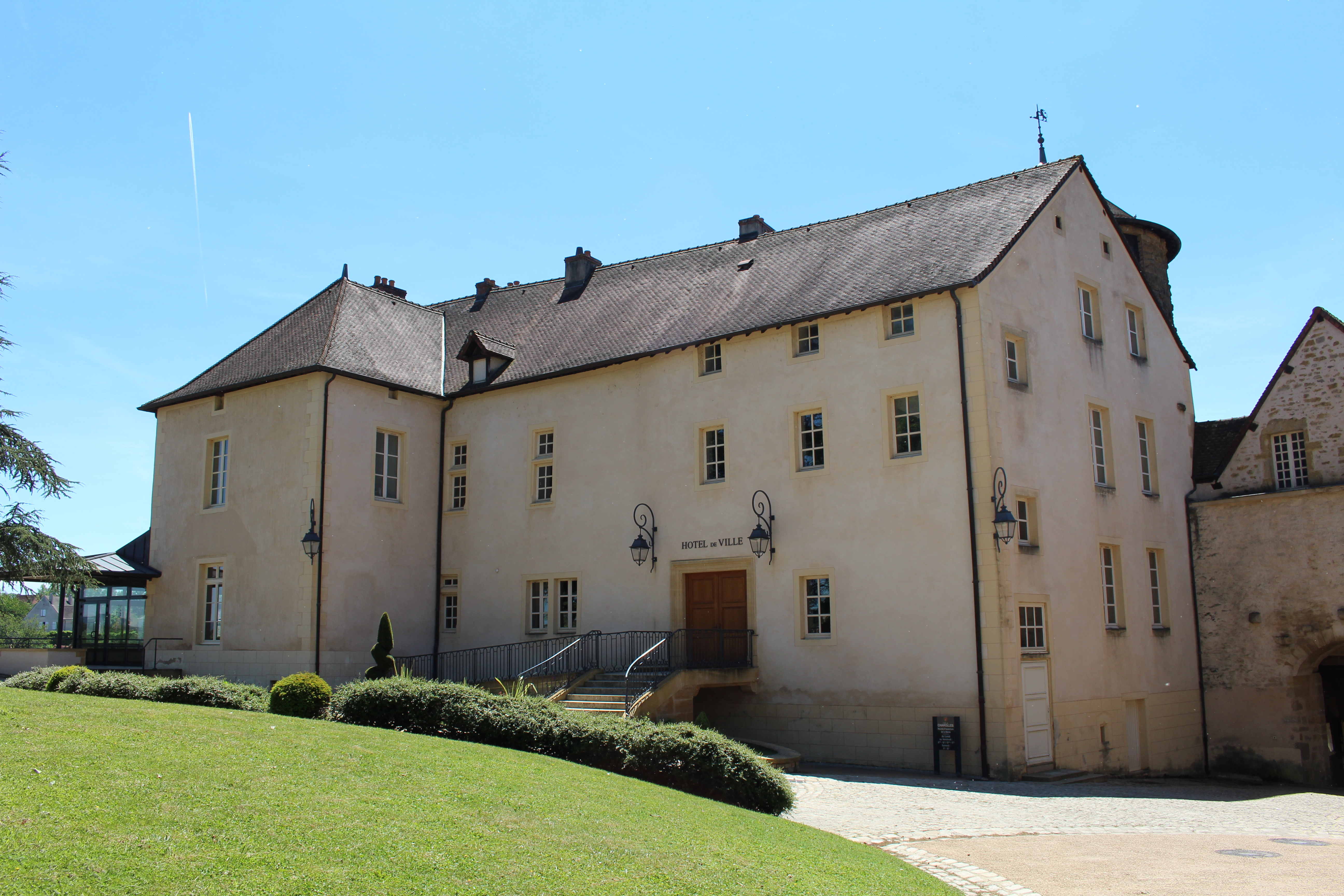
Hôtel de ville de Charolles.

### Administration territoriale
Charolles est une sous-préfecture de Saône-et-Loire et le bureau centralisateur du canton de Charolles.

### Administration municipale
Le conseil municipal est composé de 23 membres, conformément à l’article L2121-2 du Code général des collectivités territoriales.

### Listes des maires
| Période                                  | Période               | Identité              | Étiquette    | Qualité                                                                                                |
| ---------------------------------------- | --------------------- | --------------------- | ------------ | --- |
| ?                                        | Après 1878            | Charles Bouissoud     |              | |
| ?                                        | Avant 1908            | Alfred Jacques Morain |              | Notaire                                                                                                |
| décembre 1919                            | février 1925 (décès)  | Paul Gerbe            | GD           | Avoué Sénateur de Saône-et-Loire (1919 → 1925) Conseiller général du canton de Charolles (1919 → 1925) |
| février 1925                             | décembre 1942 (décès) | Charles Bouissoud     | AD-RG        | Avocat Député de Saône-et-Loire (1928 → 1940) Conseiller général du canton de Charolles (1925 → 1940)  |
| Les données manquantes sont à compléter. |                       |                       |              | |
| 1945                                     | mars 1971             | Francis Margeat       | RPF puis DVD | Conseiller général du canton de Charolles (1951 → 1970)                                                |
| mars 1971                                | mars 2014             | Jean Drevon           | RPR puis UMP | Directeur de laboratoire d'analyses médicales Conseiller général du canton de Charolles (2000 → 2008)  |
| mars 2014                                | En cours              | Pierre Berthier       | DVD          | Cadre du secteur privé Conseiller départemental du canton de Charolles (2015 → )                       |

### Intercommunalité
Elle fait partie de la communauté de communes Le Grand Charolais.

### Instances judiciaires et administratives
Dans le domaine judiciaire, la commune dépend aussi de Mâcon, qui possède un tribunal d'instance et de grande instance, d'un tribunal de commerce et d'un conseil des prud'hommes. Pour le deuxième degré de juridiction, elle dépend de la cour d'appel de Dijon et la Cour administrative d'appel de Lyon.

### Services administratifs
- Sous-préfecture
- Centre des impôts
- Compagnie de gendarmerie
- Trésor public
- La commune compte une caserne de pompier.

## Population et société

### Démographie
L'évolution du nombre d'habitants est connue à travers les recensements de la population effectués dans la commune depuis 1793. Pour les communes de moins de 10 000 habitants, une enquête de recensement portant sur toute la population est réalisée tous les cinq ans, les populations de référence des années intermédiaires étant quant à elles estimées par interpolation ou extrapolation. Pour la commune, le premier recensement exhaustif entrant dans le cadre du nouveau dispositif a été réalisé en 2006.

En 2022, la commune comptait 2 789 habitants, en évolution de +1,09 % par rapport à 2016 (Saône-et-Loire : −1,06 %, France hors Mayotte : +2,11 %).
| 1793  | 1800  | 1806  | 1821  | 1831  | 1836  | 1841  | 1846  | 1851  |
| ----- | ----- | ----- | ----- | ----- | ----- | ----- | ----- | ----- |
| 2 534 | 2 407 | 2 558 | 2 988 | 3 410 | 3 631 | 3 757 | 3 630 | 3 909 |

| 1856  | 1861  | 1866  | 1872  | 1876  | 1881  | 1886  | 1891  | 1896  |
| ----- | ----- | ----- | ----- | ----- | ----- | ----- | ----- | ----- |
| 3 255 | 3 284 | 3 295 | 3 361 | 3 286 | 3 354 | 3 311 | 3 246 | 3 705 |

| 1901  | 1906  | 1911  | 1921  | 1926  | 1931  | 1936  | 1946  | 1954  |
| ----- | ----- | ----- | ----- | ----- | ----- | ----- | ----- | ----- |
| 3 718 | 3 808 | 3 740 | 3 397 | 3 399 | 3 238 | 3 278 | 3 308 | 3 326 |

| 1962  | 1968  | 1975  | 1982  | 1990  | 1999  | 2006  | 2011  | 2016  |
| ----- | ----- | ----- | ----- | ----- | ----- | ----- | ----- | ----- |
| 3 204 | 3 813 | 3 858 | 3 392 | 3 048 | 3 027 | 2 864 | 2 781 | 2 759 |

| 2021  | 2022  | - | - | - | - | - | - | - |
| ----- | ----- | - | - | - | - | - | - | - |
| 2 819 | 2 789 | - | - | - | - | - | - | - |

#### Population de 15 à 64 ans par type d'activité
1 528 personnes ont, en 2014, de 15 à 64 ans. Parmi elles 61 % sont des actifs ayant un emploi , 8,3 % sont chômeurs, 9,8% sont élèves, étudiants ou stagiaires non rémunérés, 8,4 % retraités et 12,5 % sont d'autres inactifs.

### Logement
La commune comprend, en 2014, 1 669 logements, dont 1 310 résidences principales, 79 résidences secondaires et logements occasionnels et 280 logements vacants.956 logements sont des maisons et 710 des appartements.
Sur les 1 310 occupants des résidences principales 190 le sont depuis moins de 2 ans, 2256 de 2 à 4 ans, 207 de 5 à 9 ans et 647 depuis 10 ans ou plus. 620 personnes sont propriétaires de leurs résidences principales et 639 sont locataires.
Population de 15 à 64 ans par type d'activité
1 528 personnes ont, en 2014,  de 15 à 64 ans. Parmi elles 61 % sont des actifs ayant un emploi, 8,3 % sont chômeurs, 9,8% sont élèves, étudiants ou stagiaires non rémunérés, 8,4 % retraités et 12,5 % sont d'autres inactifs.

### Enseignement

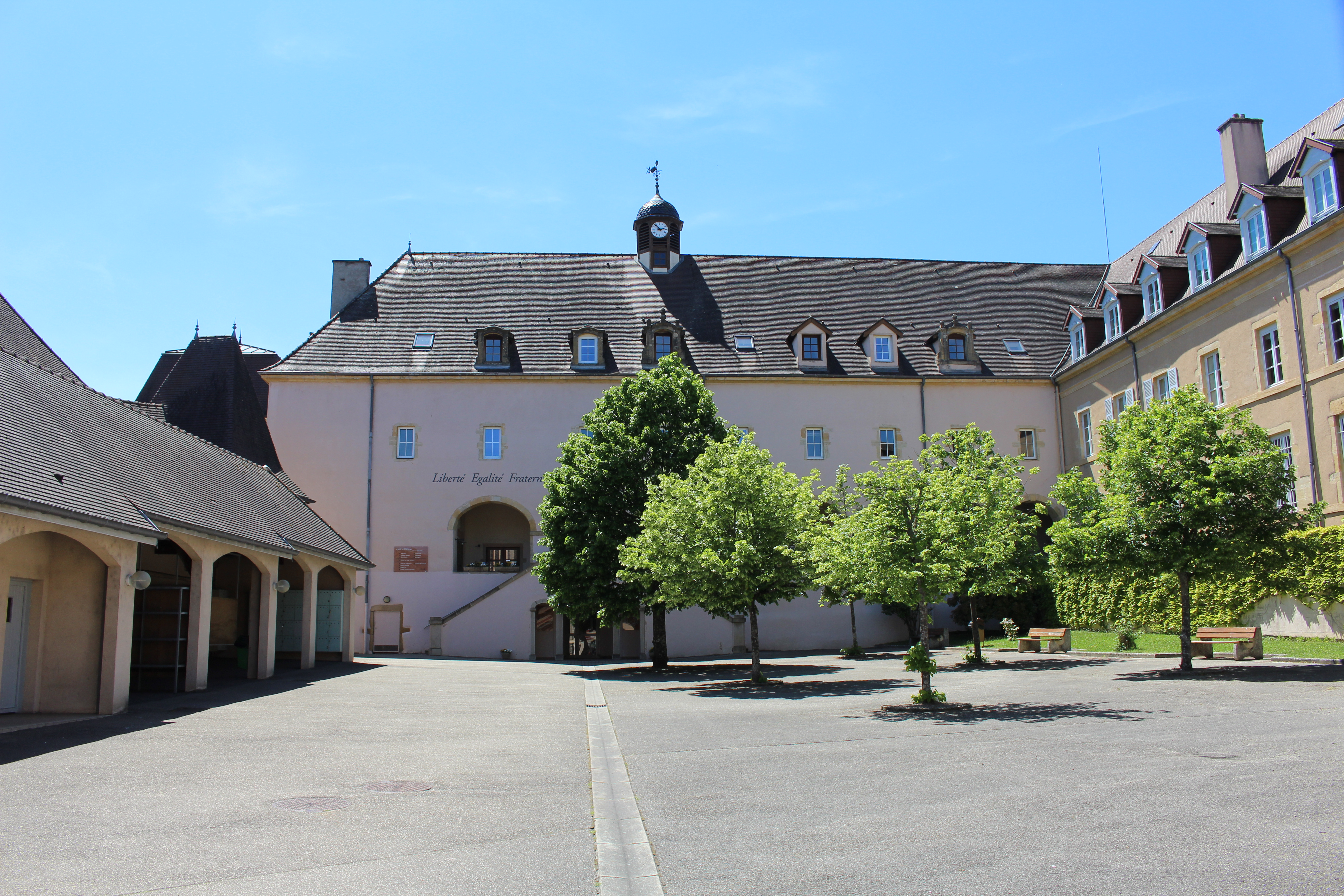
Lycée Julien-Wittmer.

Charolles possède une école maternelle, une école primaire et une école maternelle-primaire (privé). Cette commune possède un collège et deux lycées (un LEGTP et un lycée agricole),.

### Santé

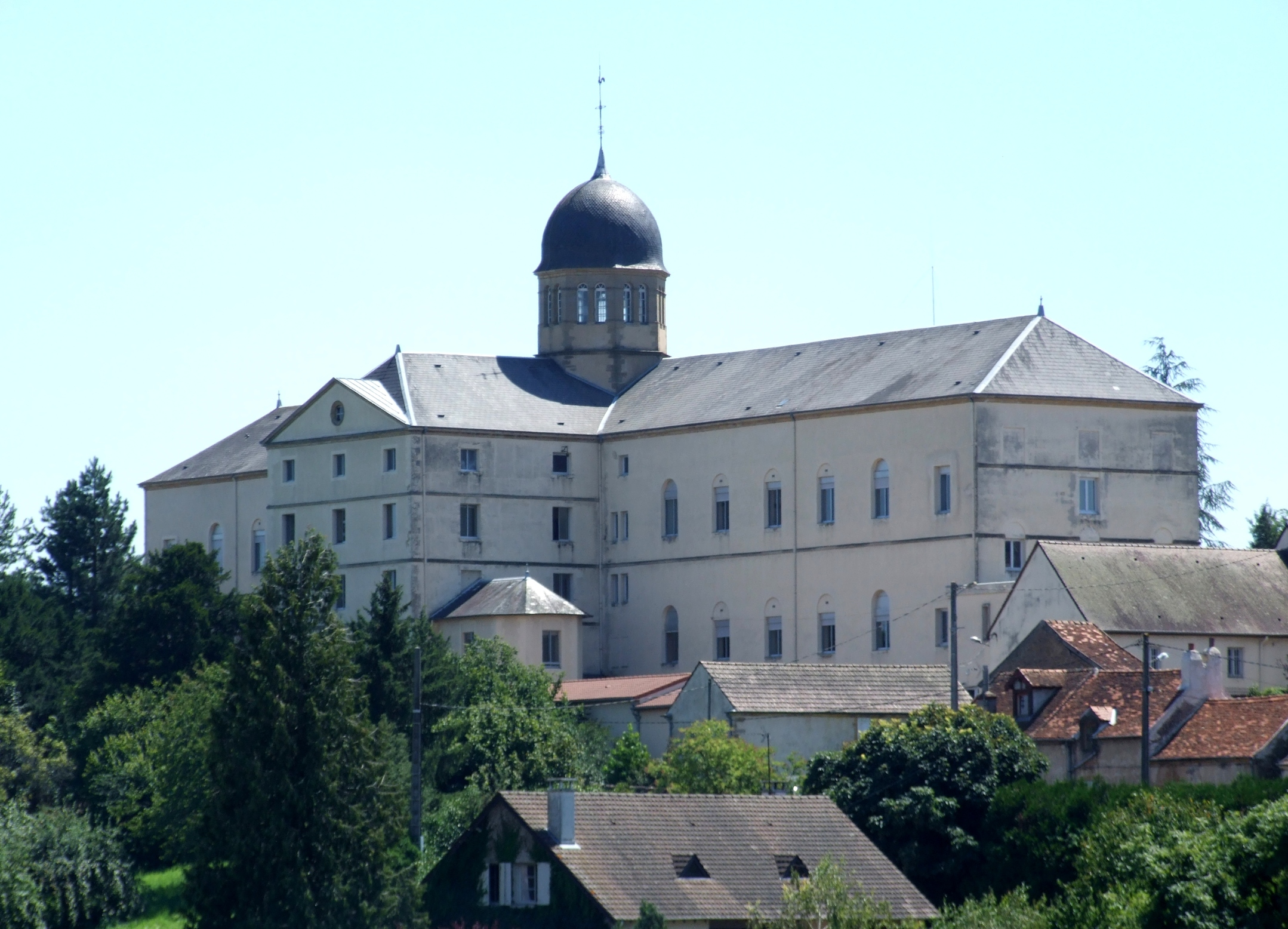
Centre hospitalier.

La commune possède un centre hospitalier. Il y a quatre médecins généralistes, trois kinésithérapeutes, quatre infirmières, quatre dentistes et deux pharmacies sur la commune. Il y a également une résidence pour personnes âgées (Les prés fleuris).

### Sports
La commune possède dix associations sportives (football, basket-ball, tennis, judo, badminton...).

### Associations et manifestations
La fête patronale de la Sainte-Madeleine est le 22 juillet. La fête du Tir à l'Oiseau, d'origine ancienne, avait lieu le lundi après la Sainte-Madeleine, en juillet jusqu'en 2005. Depuis cette année-là, cette fête se déroule le dimanche en lieu et place du lundi. L'Été musical, festival de musique de chambre, a lieu en juillet. Une biennale de folklore international est organisée le 1er dimanche d'août, les années impaires. Le Concours hippique national a lieu en juillet.
La ville est le siège d'une station de monte des haras nationaux, d'un camping, de sociétés sportives (le club de football a fêté son centenaire en 2008) et musicales (Harmonie de Charolles, chorale Vocalise, groupe folklorique Les gars du Tsarollais, groupe de pirate métal Hades) ; du Groupement archéologique du Charolais et de la Confrérie des chevaliers du Papegault.

## Économie

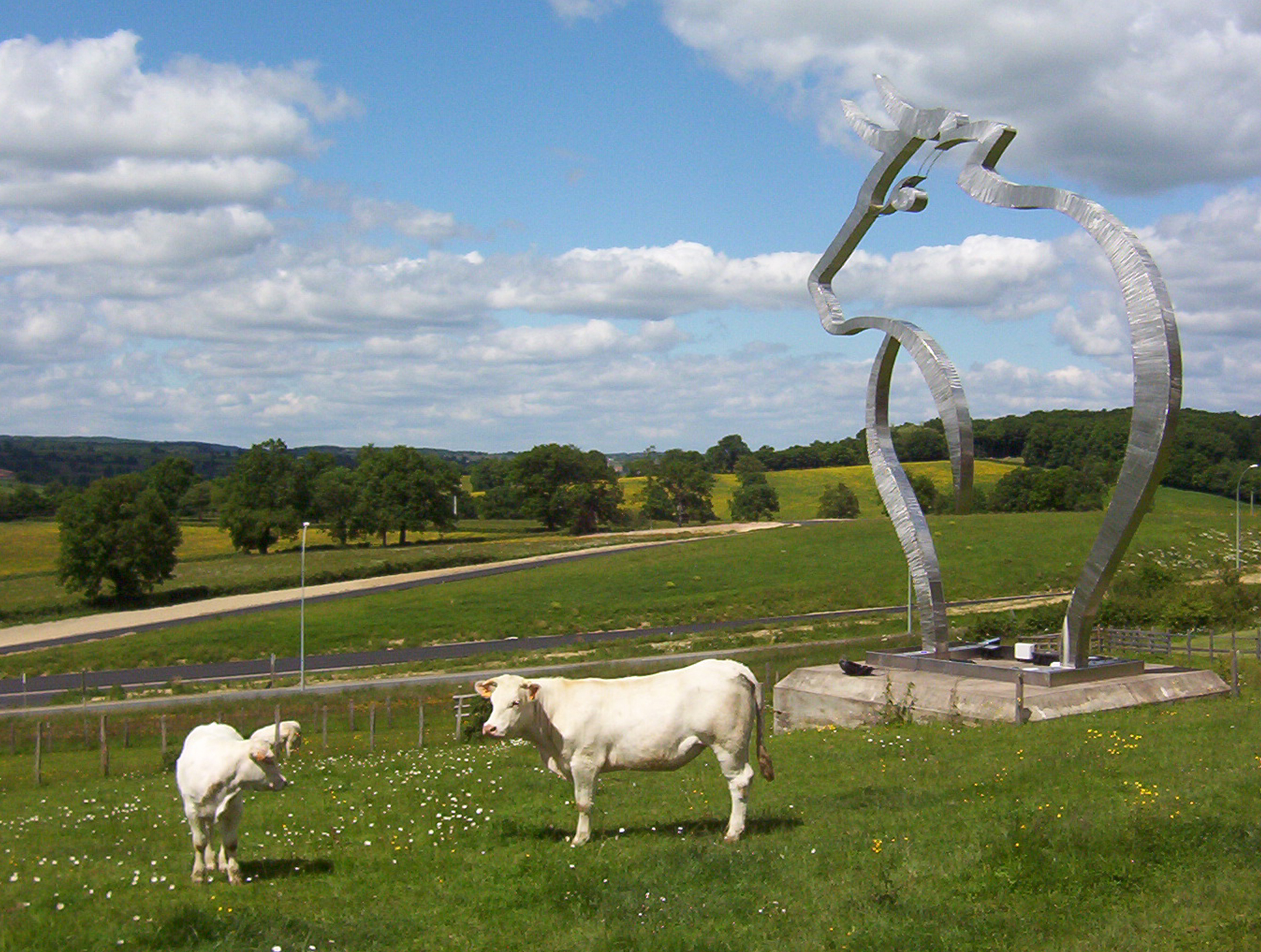
Vaches de race charolaise à la Maison du Charolais.

L'agriculture avec la race charolaise et sa viande en AOC (Bœuf de Charolles).
Il y a plusieurs manifestations par rapport à ce secteur :
- Les foires et marchés à Charolles
  - Le marché forain a lieu le mercredi matin, en ville.
  - Un marché ovin tous les mercredis matin au Parc des Expositions (RN 79).
  - Le marché aux bovins a lieu le 2e mercredi de chaque mois (transactions à 9 h), de janvier à mai au Parc des Expositions.
  - Importante foire aux reproducteurs, 4e jeudi d'octobre et le mercredi qui précède, et le mercredi qui suit la semaine du 11 novembre (transactions à 5 h).
- Concours reproducteurs en principe, vendredi et samedi de la semaine du 11 novembre - 800 bovins.
- Festival du bœuf : concours bovins boucherie (600 bovins) et animations, le 1er week-end de décembre.

Elle compte, comme activité économique, une société coopérative agricole régionale (l'AC2B), une faïencerie artistique traditionnelle (la faïencerie Molin), des scieries (le groupe Ducerf). Elle a aussi un bureau de la Chambre de commerce et d'industrie de Saône-et-Loire, et de la Chambre d'agriculture de Saône-et-Loire.
La commune compte 33 commerces (supermarchés, boulangerie-pâtisserie, bureaux de tabac, salons de coiffure, boucherie-charcuterie-traiteur...), 12 services (banques, assureurs...), et 10 catégories d'artisans (électricien, carreleur, menuisier...). En hébergement et restauration il y a des hôtels, restaurants, bars-cafés et gîtes.

### Cultes
Le culte catholique est célébré dans l'église de la commune.

## Culture locale et patrimoine

### Cinéma
Charolles possède un cinéma associatif de deux salles (et 241 places) appelé Le Tivoli. Son fonctionnement est assuré au quotidien par 28 bénévoles.
Fondé en 1936, le cinéma Le Tivoli est d'abord un cinéma « salle unique » situé parc de l'hôtel de ville. En 2001, il est classé « Art et Essai ». En 2006, le cinéma déménage 9 rue Champagny, est entièrement rénové et inauguré le 23 mai : grand hall d’accueil, 191 fauteuils en gradin, grand écran de 37 m2. En juin 2010, l'association réalise un investissement important en l'équipant d'un projecteur numérique 3D Dolby. En janvier 2014, le système audio 5.1 est remplacé par un Dolby Digital Numérique 7.1 et la salle est équipée de haut parleurs arrières audibles sur une partie des films tournés au format 7.1. Le cinéma se dote également de trois places spécialement équipées pour les personnes mal voyantes et mal entendantes. Le 12 avril 2017, une deuxième salle de 50 places est ouverte, après plusieurs mois de travaux. Un ascenseur est également installé pour permettre aux personnes à mobilité réduite d'accéder à l'étage.

### Lieux et monuments

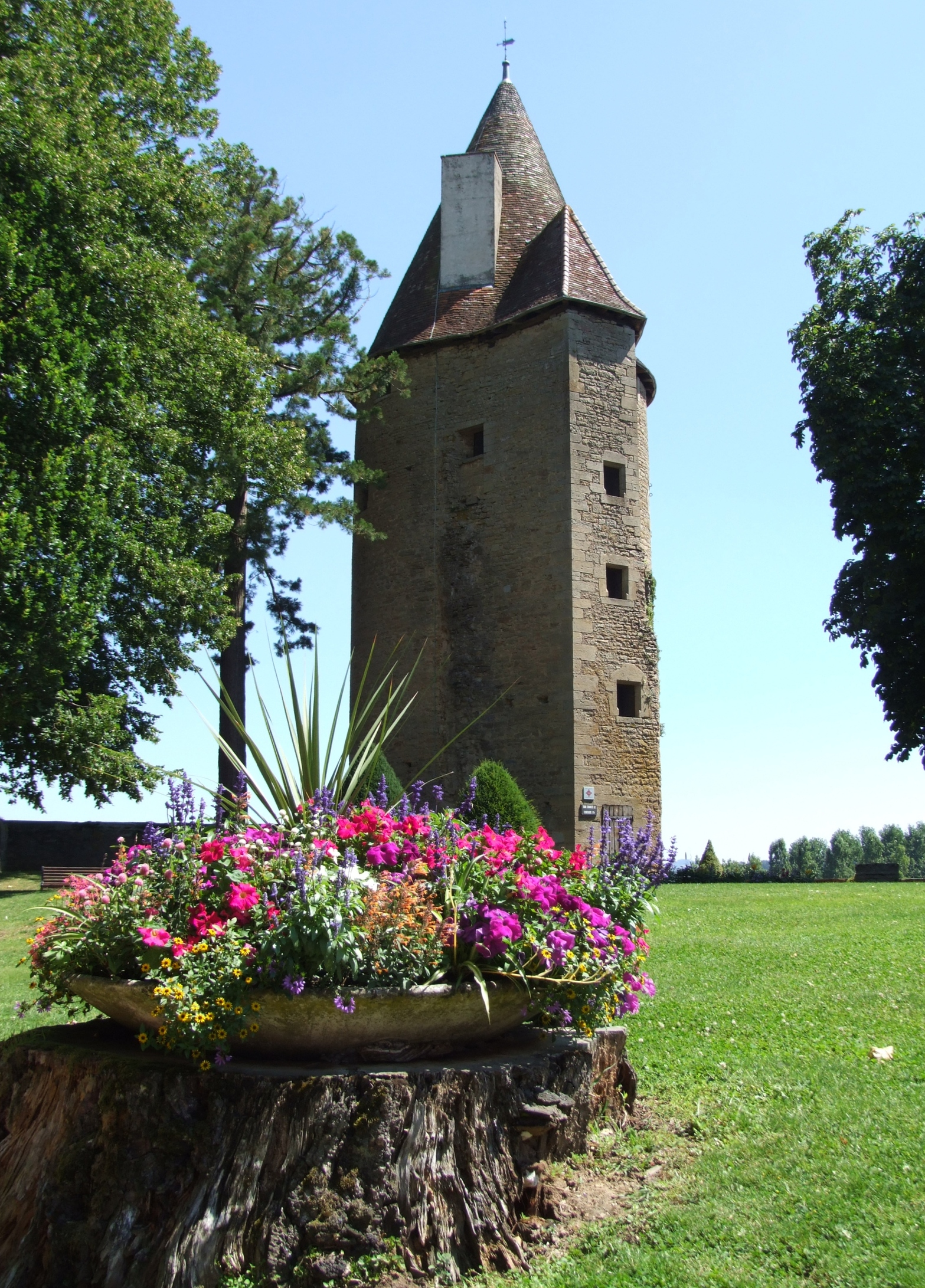
Tour Charles-le-Téméraire.

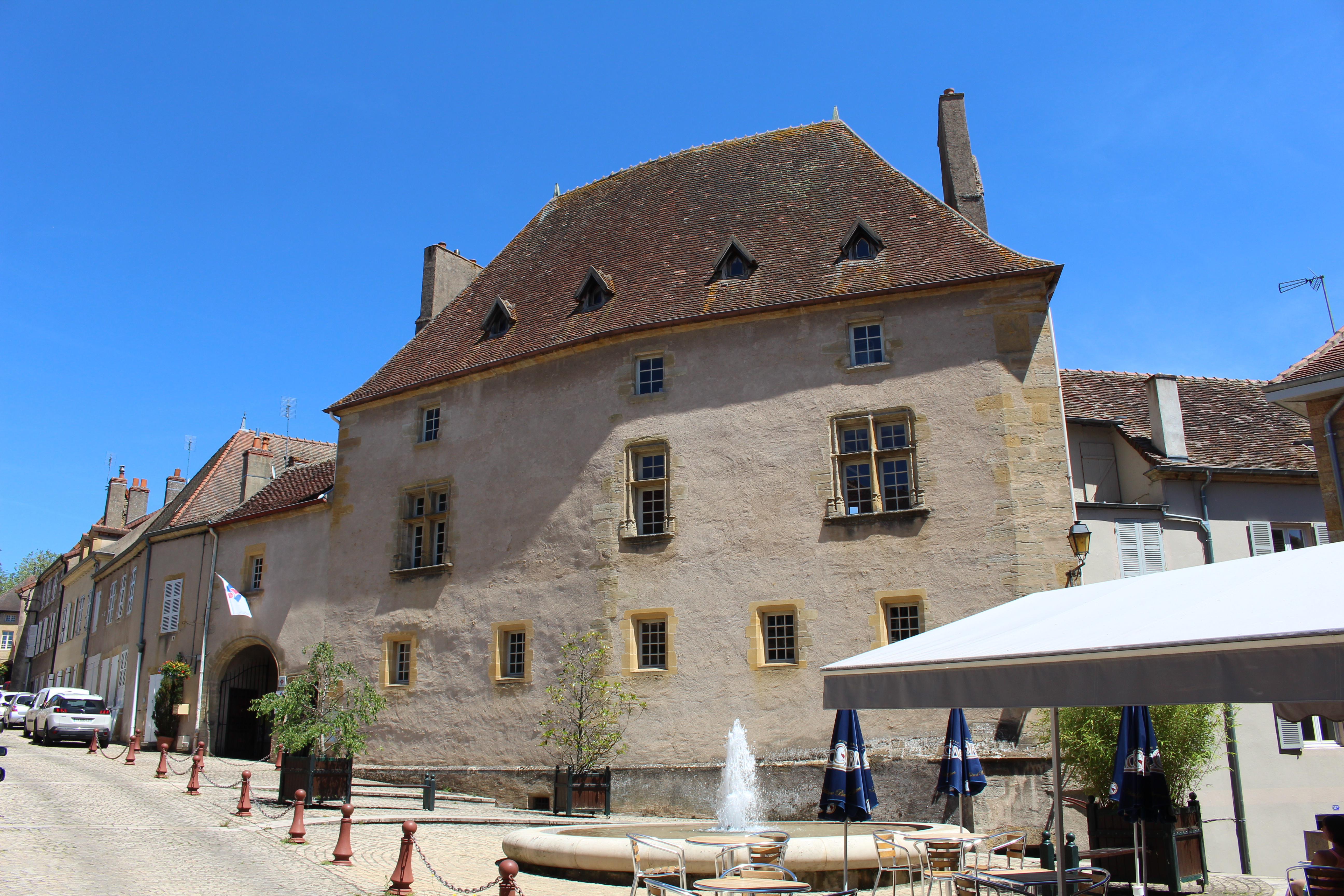
Ancien couvent des Ursulines, aujourd'hui office de tourisme.

- Une station paléolithique est localisée à Brèche et aux Tyrs.
- Les vestiges de l'ancien château fort des comtes de Charolais, avec notamment la tour circulaire de Charles le Téméraire du XIVe siècle[53], la tour des Diamants du XIVe siècle, la porte fortifiée et les restes des murs d'enceinte, aujourd'hui aménagés en jardin public, sont visibles.
- Dans les salons de l'hôtel de ville, un panneau de faïence représentant l'entrée du duc de Bourgogne dans la ville.
- La demeure des sires de La Magdeleine : façade XVe siècle, fenêtres à meneaux, inscription médiévale. Cette demeure a abrité une faïencerie au XIXe siècle.
- Sous-préfecture, demeure XVIIIe siècle de Claude Fricaud, député du bailliage de Charolles en 1789.
- Lycée, Palais de Justice : ancien couvent des Visitandines XVIIe siècle, avec galerie à arcades.
- Centre hospitalier, construit entre 1843 et 1845[54].
- Ancien couvent des clarisses (XVIe siècle), où vécut sainte Marguerite-Marie Alacoque, rue Baudinot (façade à fenêtres à meneaux, escalier à vis, chemin de ronde ; charpente en châtaignier en forme de carène de bateau renversé ; cloîtres, galerie en bois de la cour intérieure)[55].
- Ancien couvent des ursulines, place des Halles.
- Ancien prieuré bénédictin de La Madeleine, XVe siècle[56] : tour octogonale XVe siècle, façade avec fenêtres à meneaux, salle capitulaire ; grande salle du rez-de-chaussée ; collection de chapiteaux XIIe siècle de l'ancienne chapelle du prieuré.
- Cadran solaire XIXe siècle, vers l'ancien couvent des visitandines.
- Pont XIXe siècle sur l'Arconce : traces de deux tours d'accès.
- Moulin restauré.
- Ancienne maison forte de Corcelles XIVe siècle/XVIIe siècle, remaniée XVIIIe siècle : 2 tours carrées et portail d'entrée.
- Anciennes fermes fortifiées dans les environs.
- Chapelle Saint-Roch, 1600.
- Ancien couvent du tiers ordre de saint François. Aujourd'hui appelée Maison des Pères. Construit au début du XVIIe siècle et modifié au 18e. Façade Est attribuée au célèbre architecte Edme Verniquet.
- La Faïencerie de Charolles fondée en 1844 par Hippolyte Prost, est toujours en activité.
- Chapelle du Gros-Bon-Dieu XVIIIe siècle, vieil escalier d'accès de 38 marches.
- De nombreuses belles maisons anciennes, des ponts et passerelles sont encore à découvrir.
- Pont de Maupré : pont à tablier mixte acier-béton réalisé, en 1987, par l'entreprise Campenon-Bernard pour le contournement de Charolles par la RCEA/RN79. La particularité de cet ouvrage, vient de la réalisation des âmes en panneaux de tôles plissées. Le tablier a été mis en place par lançage[57]. Longueur : 325 m - portées : 53 m.

### Église du Sacré-Cœur néo-romane,XIXesiècleet son orgue

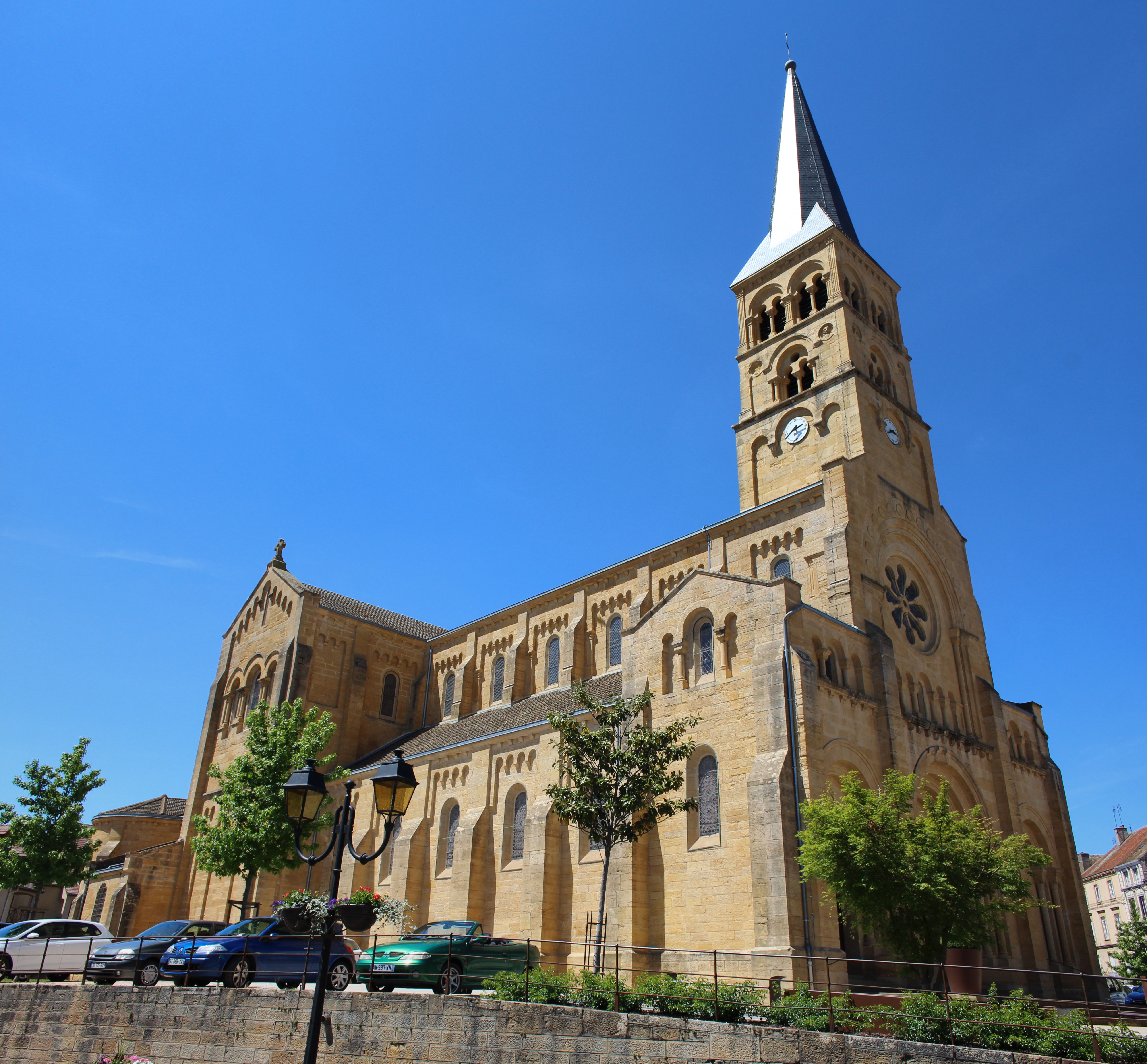
Église du Sacré-Cœur de Charolles.

L'église du Sacré-Cœur est une église construite de 1863 à 1868. Elle succède à une ancienne collégiale Saint-Nizier, qui existait sur le même emplacement et qui dépendait de l’ordre de Cluny. Au XIXe siècle, l'église étant devenue trop petite, la décision est prise de sa démolition et de la construction d'une nouvelle. L'adjudication est passée le 20 mai 1862 au profit d’une entreprise de Charolles. La réception des travaux eut lieu en 1866 et l’église est ouverte au culte en 1867. L'église est d'un style proche de celui de l'église Saint-Pierre de Mâcon. La nef a cinq travées, l'église comporte des tribunes au dessus des collatéraux.

#### L'orgue de l'église
Livré le 5 octobre 2015, le nouvel orgue est installé dans l’église, le concert d'inauguration est donné le 3 juillet 2016  par François Ménissier. Il existait un orgue dans l’église Saint-Nizier. Il fut démonté en 1867 et réinstallé dans la nouvelle église mais, peu entretenu, il fut redémonté en 1924. L’Association des Amis de l’orgue de Charolles est à l’initiative de l’achat du nouvel instrument. L'orgue de Charolles a été fabriqué par  la manufacture Blumenroeder  située à Haguenau (Bas-Rhin). L’orgue comprend 27 jeux réels, 4 claviers et un pédalier. Sa composition a été pensée par François Menissier. Cet orgue a pour titulaire l'organiste Guillaume Prieur (par ailleurs titulaire de l'orgue J. Ahrend de la primatiale de Lyon), professeur d'orgue aux conservatoires de Mâcon et de Chalon-sur-Saône.

### Patrimoine culturel

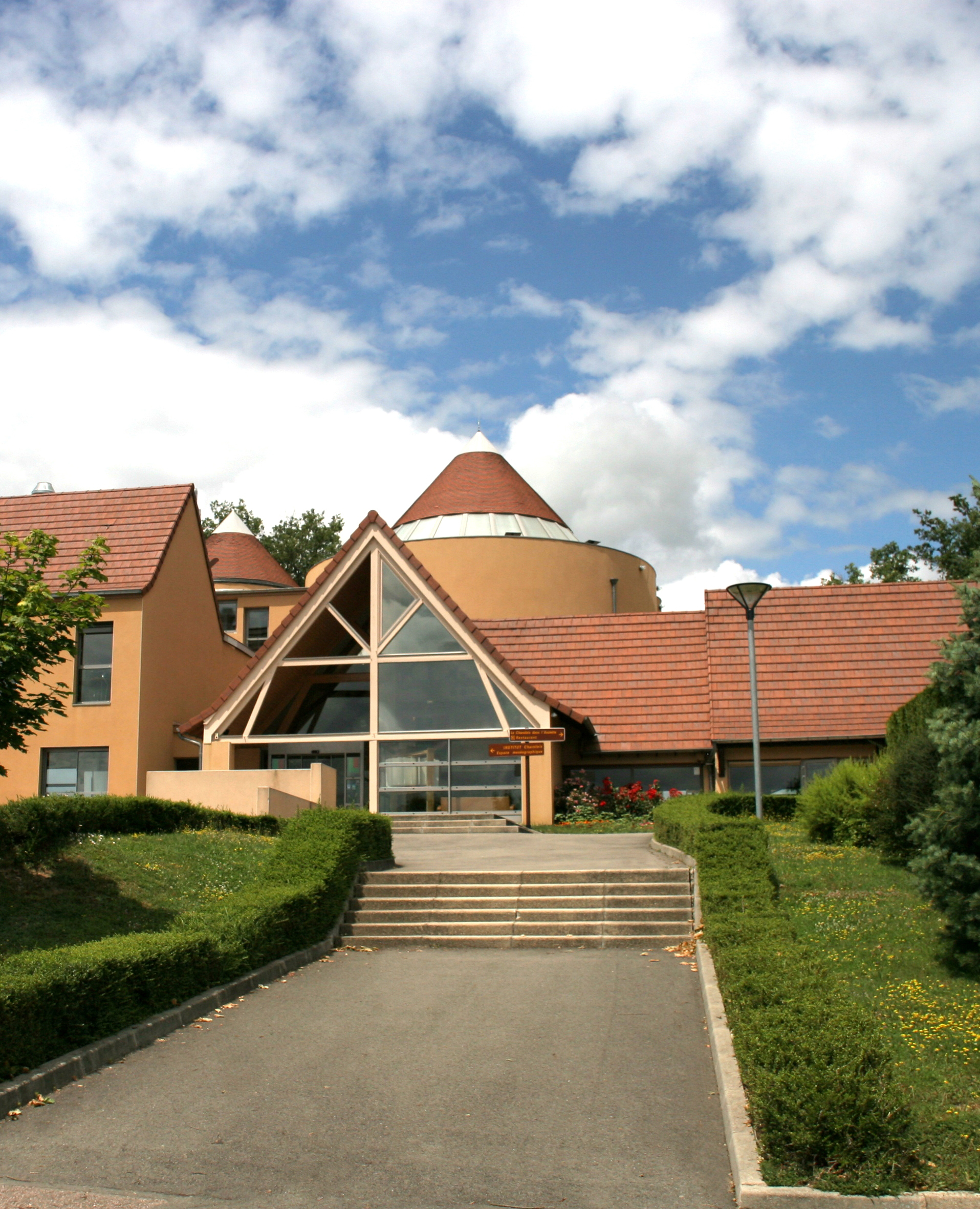
Maison du Charolais.

- Le musée du Prieuré, dans l'ancien prieuré bénédictin Sainte-Madeleine, qui présente :
  - une collection de faïences de Charolles (de 1844 à nos jours) ;
  - la salle capitulaire de l'ancien prieuré (XVe siècle), restaurée en 2003 et classée Monument Historique ;
  - les œuvres de Jean Laronze, peintre charolais du XIXe siècle ;
  - les œuvres de Paul-Louis Nigaud, peintre de l'Avallonnais du XXe siècle ;
  - les œuvres du sculpteur charollais René Davoine, du XXe siècle ;
  - une zone archéologique sur l'architecture de l'ancien Prieuré, chapiteaux clunisiens du XIIe siècle classés Monuments historiques ;
  - tous les étés, une exposition temporaire de céramique design ou contemporaine.
- Les expositions temporaires à l'ancien couvent des clarisses.
- La Maison du Charolais : lieu destiné à la découverte de l'élevage charolais, et disposant notamment d'un espace muséographique[Note 6].
- La galerie Bernard Thevenet.

### Espaces verts

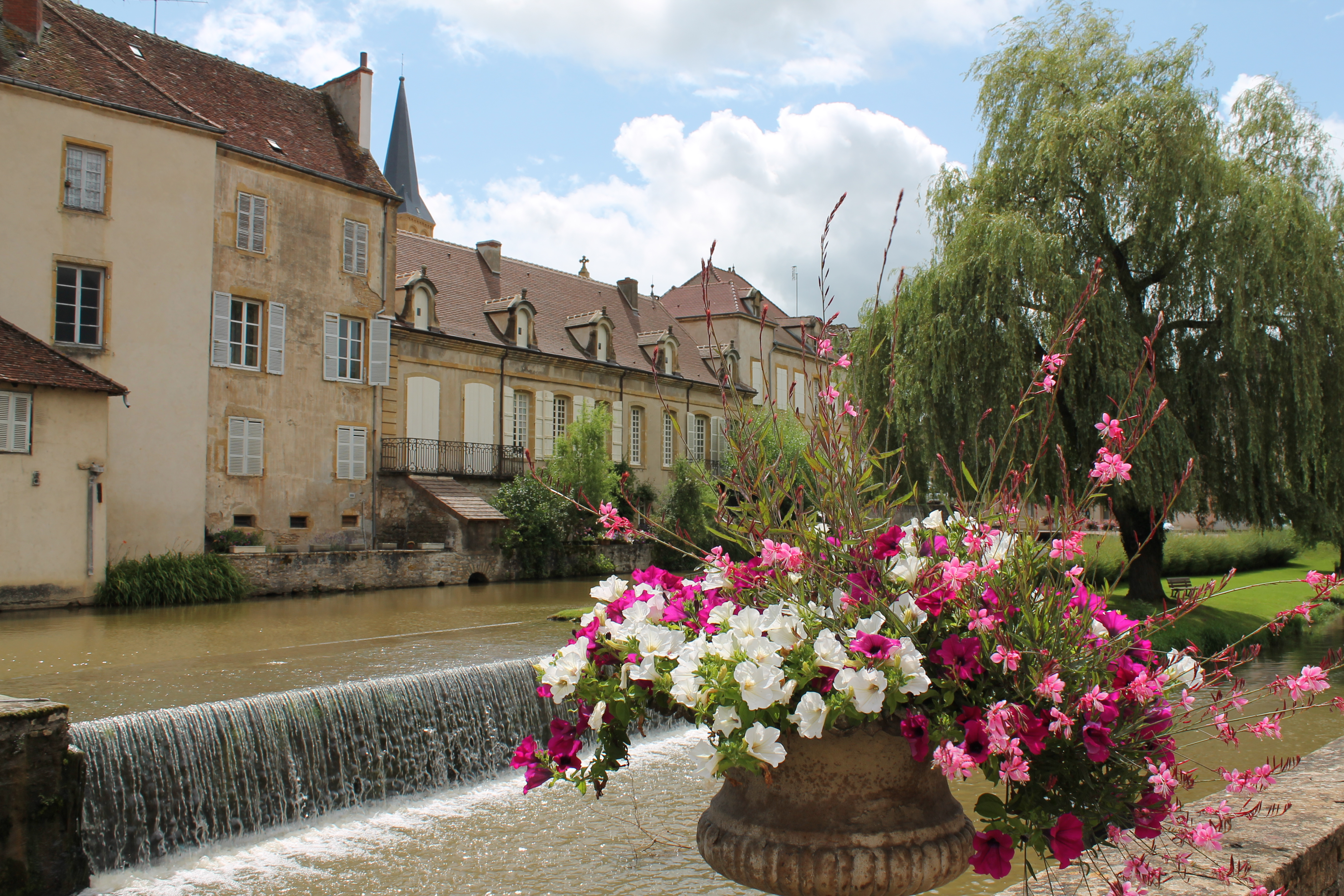
Rives de la Semence et de l'Arconce à la confluence.

Charolles est une ville fleurie (trois fleurs). La ville, agrémentée de jardins publics tel le square Bouissoud ou la promenade Saint-Nicolas (avec ses marronniers séculaires), est au cœur des pâturages du Charolais, berceau des races bovine et ovine éponymes.
Elle est aussi une « Station Verte », un « Site remarquable du goût » et, depuis peu, un « village étape » animé par son Office de tourisme.
Des promenades sont possibles le long des canaux, dans la forêt domaniale de Charolles, au bois de Boulay, dans la vallée de l'Arconce ou encore à son confluent avec la Semence. Mais également au site du Tir à l'Oiseau, une clairière à l'entrée de la forêt de Charolles.
On peut pratiquer à Charolles les activités suivantes : pêche, chasse, cyclotourisme, équitation, randonnées pédestres.

### Autour de Charolles, à visiter
- Paray-le-Monial et sa basilique
- La Clayette et le Brionnais
- Cluny et son abbaye millénaire
- Mâcon et les vignobles du Mâconnais
- L'arboretum de Pézanin et le Lab 71 à Dompierre-les-Ormes

### Personnalités liées à la commune (ordre chronologique)
- Guillaume Des Autels (1529-années 1580), poète et polémiste.
- Gilbert Prudon (1759-1811), général des armées de la République, y est né et décédé.
- Jean-Pierre Gayet, né à Charolles le 7 septembre 1760, décédé dans la même ville le 25 avril 1825, député français.
- Marc Antoine Baudot (1765-1837), médecin.
- Jean-François Bayard (1796-1853), auteur dramatique.
- Jean-Baptiste Bert dit Anselme Bert (1820-1858), acteur français.
- Louis-Agathe Berthaud (1810-1843), poète et journaliste romantique républicain.
- Edgar Quinet (1803-1875), homme politique fin XIXe.
- François Jandeau, homme politique né le 18 septembre 1812 à Charolles (Saône-et-Loire) et décédé le 18 juillet 1857 à Charolles.
- Charles Demôle (1828-1908), ministre et Sénateur sous la IIIe République.
- François Dulac (1834-1901), homme politique et architecte,  maire de Savianges, sénateur de Saône-et-Loire de 1892 à 1900.
- Laurent Grillet (1850-1901), compositeur, chef d'orchestre et musicologue, y est inhumé.
- Charles Alévêque (1865-1925), professeur et traducteur, y est né.
- Jean Bouveri (1865-1927), syndicaliste et homme politique.
- Armand Naudin (1869-1938), né à Charolles, préfet de police de Paris (1922-1924).
- Paul Darbois (1873-1943), médecin et radiologue.
- Charles Griveaud (1877-1956), général de corps d'Armée, un des constructeurs de la ligne Maginot.
- Charles Bouissoud (1880-1942), homme politique.
- Joseph Archer (1883-1957), ingénieur et ancien député de Haute-Loire, concepteur de la monnaie Europa.
- René Davoine (1888-1962), sculpteur.
- Claude Chandon (1894-1944), résistant français, Compagnon de la Libération, né et inhumé à Charolles[60].
- Claude Bernard (1900-1973), Chef d'État-Major de la 2ème DB, Compagnon de la Libération[60].
- Michel Roux Sr (1941-), chef cuisinier.
- Michel Corringe (1946-2001), auteur-compositeur-interprète, enterré à Charolles.

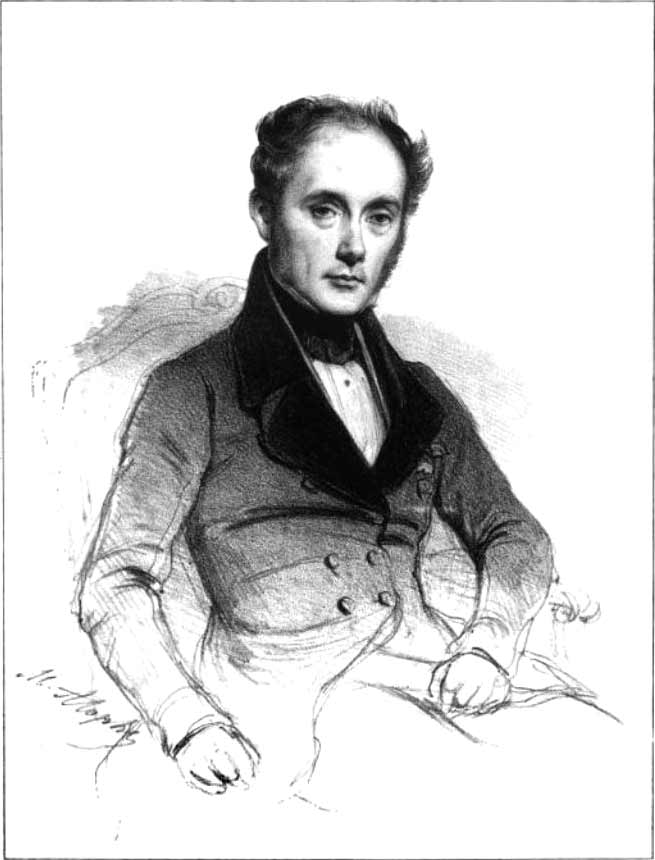
Jean-François Bayard.
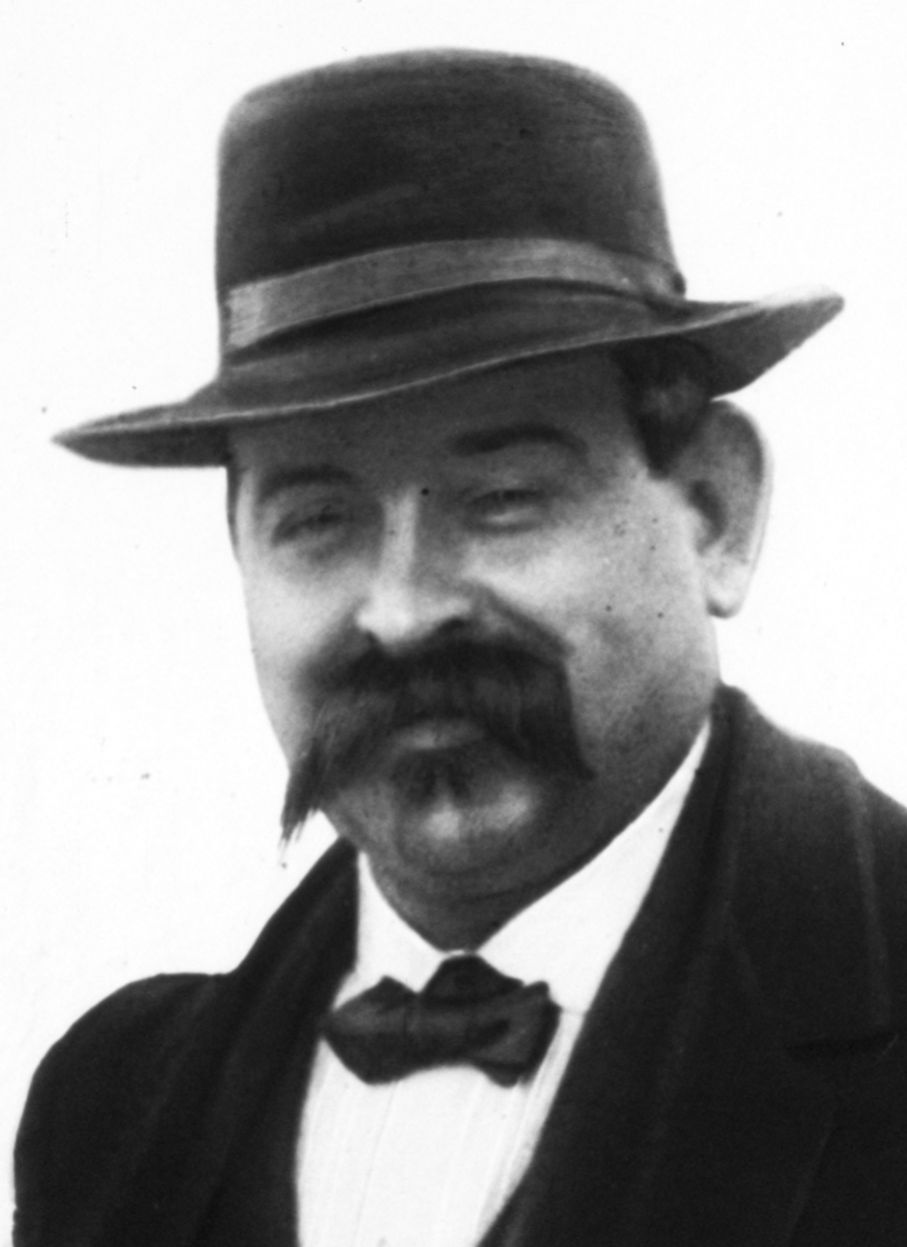
Jean Bouveri en 1909.
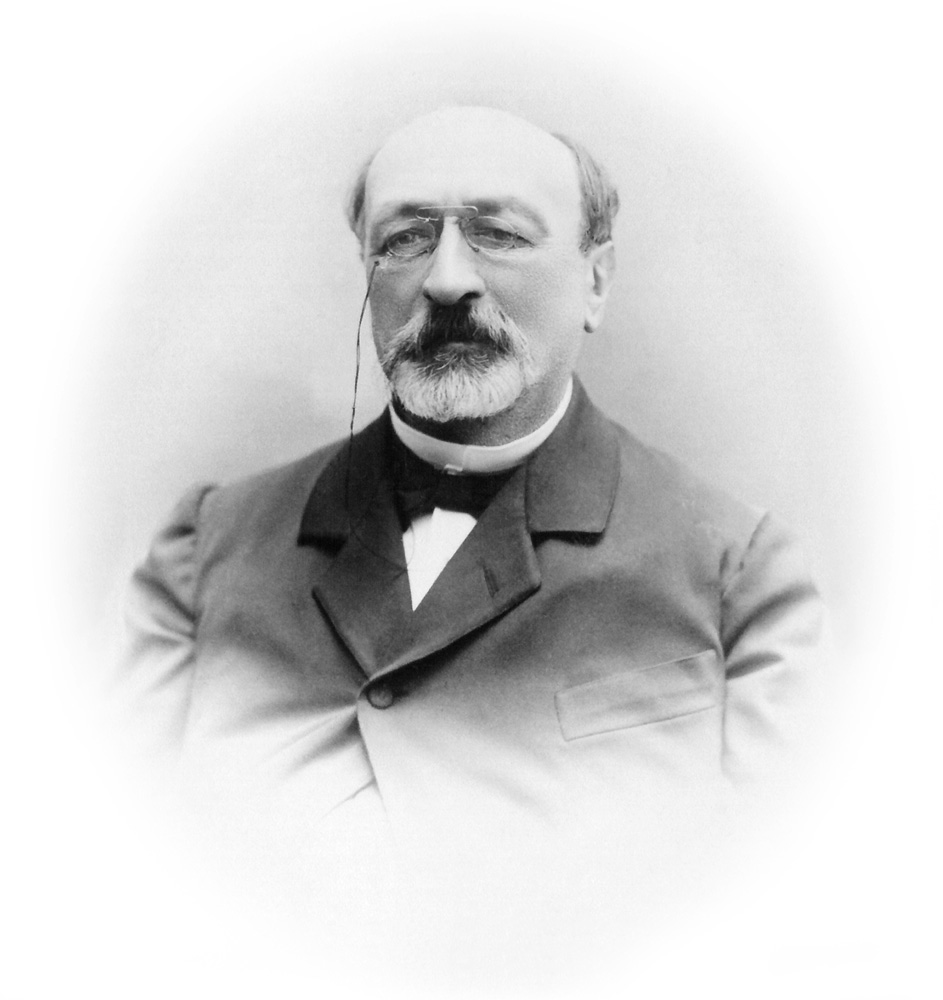
Charles Demôle vers 1890.

### Héraldique
| Blason de Charolles | Blason  | De gueules au lion à la tête contournée d'or, armé et lampassé d'azur. |
| Blason de Charolles | Détails | La version sans le chef est présente dans une fresque de l'hôtel de ville du lieu. Le chef fautif d'azur fut ajouté dans les "bois gravés" du Musée de Chantilly, et fut à tort repris par M. Robert A. LOUIS. Armoiries adoptées le 1er janvier 1868. |
| Blason de Charolles | Alias   | Un chef cousu d'azur chargé d'une fleur de lys d'or est également mentionné. Il est cependant fautif. |

## Pour approfondir